# Guillermo Andrada
Guillermo Eduardo Andrada (San Fernando del Valle de Catamarca, 29 de diciembre de 1961) es un médico cirujano y político argentino, miembro del Partido Justicialista. Que ejerce como Senador Nacional en representación de la provincia de Catamarca desde el año 2021.
Se tituló como médico cirujano en la Universidad Nacional de Córdoba en 1986. Fue diputado provincial en el periodo 2011-2015. Entre noviembre de 2016 y diciembre de 2019 se desempeñó como Subsecretario de Medios de la provincia .A partir de diciembre de 2019 hasta diciembre de 2021, fue Ministro de Comunicación del Gobierno de Catamarca.